# マリアンヌ・クルス
マリアンヌ・クルス・ゴンサレス（Marianne Cruz González、1985年4月23日 - ）は、2008年度のミス・ドミニカ共和国。ミス・ユニバース2008にも出場し、第三位となった。
ドミニカ共和国のサントドミンゴ出身。三姉妹の末っ子として生まれたものの、両親はまだ幼いうちに離婚した。16歳のころより登山を始め、西インド諸島の最高峰であるピコ・ドゥアルテにも登頂したこともある。現在はサント・ドミンゴでファッションデザインを勉強しており、チャリティキャンペーンも呼びかけている。